# Margaretha Elisabeth Forchhammer
Margaretha Elisabeth Forchhammer, geborene Wiggers, (getauft am 3. Juni 1761 in Husum; † 21. Februar 1857 in Tondern) war eine deutsche Druckereibesitzerin und Verlegerin.

## Leben und Wirken
Margaretha Elisabeth Forchhammer war eine Tochter von Georg Wiggers (getauft am 3. März 1712 in Bredstedt; † 3. Mai 1803 in Husum) und dessen Ehefrau Maria Elisabeth, geborene Altmann (getauft am 1. Juni 1721 in Hamburg; † 25. November 1794 in Husum). Der Vater arbeitete von 1757 bis 1789 als Stadtphysikus in Husum und Friedrichstadt. Die Mutter war eine Tochter des Hamburger Advokaten Johann Hinrich Altmann (1690–1763) und dessen Ehefrau Anna Maria, geborene Willich.
Welche Schulbildung Forchhammer erhielt, ist nicht ausreichend dokumentiert. Sie verbrachte Kindheit und Jugend in Husum. In ihrem Elternhaus verkehrten die geistig und kulturell bedeutendsten Personen Husums. So lernte sie den Pädagogen Johann Ludolph Forchhammer kennen. Beide heirateten am 9. April 1791. Das Ehepaar bekam eine Tochter und sechs Söhne, darunter Thomas Forchhammer (* 1792), Georg Forchhammer, August Forchhammer (* 1797), Heinrich Forchhammer (* 1799) und Peter Wilhelm Forchhammer.
Kurz nach der Hochzeit der Forchhammers eröffnete Johann Ludolph Forchhammer im Haus der Familie eine Privatschule mit Internat. Daher musste Margaretha Elisabeth Forchhammer früh einen großen Haushalt betreuen. 1803 erhielt ihr Mann eine Stelle als Rektor der Bürgerschule und als 1. Lehrer am Lehrerseminar von Tondern, wohin die Familie ihren Wohnsitz verlegte. Im Juli 1810 starb Johann Ludolph Forchhammer unerwartet. Margaretha Elisabeth Forchhammer hatte nur wenig eigenes Vermögen. Um die Ausbildung ihrer Söhne zu finanzieren, handelte sie mit Steinwaren. Bis 1815 betrieb sie eine Leihbibliothek.
Nach dem Tod ihres Mannes bat sie in der Statthalterschaft um ein Privileg, eine Druckerei betreiben zu dürfen, um eine Zeitung zu erstellen. Der Tonderner Amtmann Ernst Albrecht von Bertouch, der Forchhammer als äußerst vernünftige Person beschrieb, unterstützte die Anfrage, auch wenn er anzweifelte, dass man mit der Zeitung Geld verdienen könne. Im Jahr 1812 bekam Forchhammer das gewünschte Privileg. Am 30. September 1812 veröffentlichte sie – noch vor Erteilung des Privilegs – die erste Ausgabe des Wöchentlichen Tonderner Intelligenzblatts, dessen Redaktion sie selbst übernahm. Es erschien im kleinen Oktavformat und umfasste zumeist einen Bogen. Der erste Teil enthielt oftmals anekdotische oder belehrende Beiträge, die sie aus deutschen Zeitungen kopierte. Im zweiten Teil waren amtliche Verfügungen, Bekanntmachungen und Anzeigen zu finden. Forchhammer war vermutlich dafür verantwortlich, dass das Blatt bis in die 1830er Jahre unpolitisch blieb. Nach 1840 übertrug sie de facto die Leitung an ihren Sohn Heinrich. Wahrscheinlich aufgrund des Einflusses des Tonderner Kaufmanns Johannes Christian Todsen nahmen ab 1840 schleswig-holsteinische und antidänische Beiträge zu. Während der Schleswig-Holsteinischen Erhebung erreichten diese ihren Zenit. Obwohl die politischen Artikel nach dem Ende des Krieges ab 1851 völlig verschwanden, wurde die Zeitung 1853/54 für anderthalb Jahre verboten. 1854 übertrug Forchhammer offiziell die Verlagsleitung an ihren Sohn. Obwohl weitere Bewerbungen vorhanden waren und trotz Kritik von dänischer Seite bekam er das Zeitungsprivileg. Die Zeitung gehörte ihm bis 1871.
Forchhammer druckte und verlegte mehrere Bücher, die größtenteils die Bereiche Theologie und Pädagogik behandelten. 1819 druckte sie die erweiterte Neuauflage der Nordfresischen Chronik von Anton Heimreich, herausgegeben von Nicolaus Falck. 1829 druckte sie die zwei Bände umfassende Arbeit von Andreas Hojer über Friedrich IV.